# Garrulax annamensis
Garrulax annamensis là một loài chim trong họ Leiothrichidae.